# Їржи Шкода
Їржи Шкода (Jiří Škoda, 27 березня 1956) — чехословацький велогонщик.
Бронзовий призер Олімпійських Ігор 1980 року в роздільній командній гонці.
Бронзовий призер Чемпіонату світу з велоперегонів на шосе 1981 року в роздільній командній гонці.